# Diocèse de Chelmsford
Le diocèse de Chelmsford est un diocèse anglican de la Province de Cantorbéry. Il s'étend sur l'Essex et sur les boroughs londoniens de Barking et Dagenham, Havering, Newham, Redbridge et Waltham Forest. Son siège est la cathédrale de Chelmsford.

Armes du diocèse de Chelmsford

Il a été fondé en 1914 à partir du diocèse de St Albans.
Le diocèse se divise en quatre archidiaconés :
- Colchester,
- Harlow,
- Southend,
- West Ham.